# Camellia lanceolata
Camellia lanceolata là một loài thực vật có hoa trong họ Theaceae. Loài này được (Blume) Seem. mô tả khoa học đầu tiên năm 1859.